# Meginwart
Meginwart († 25. April 1096) war von 1069 bis 1070 Abt des Klosters Reichenau.
Meginwart, Mönch der Abtei Hersfeld, folgte Ulrich von Lupfen als Abt des Klosters Reichenau. Kaiser Heinrich IV. ordnete Meginwart an, Grundstücke seines Klosters königlichen Rittern zu übertragen. Infolge des Wegfalls wesentlicher Einnahmen zur Unterhaltung des Klosters trat Meginwart mit Genehmigung des Kaisers vom simonistischen Abtsamt zurück. Heinrich IV. verlieh Rupert (Ruopert), dem Abt des Bamberger Michaelsklosters, im März 1071 die Abtei Reichenau.